# Vijoglav
Vijoglav (Jynx torquilla) je ptica iz porodice djetlića. Zajedno s vrstom Jynx ruficollis čini rod Jynx. 

## Opis
Dug je oko 16,5 cm i težak oko 50 grama. Poput djetlića, vijoglavi imaju veliku glavu i dug jezik, koji koriste da izvuku kukce i larve. Imaju i zigodaktilna stopala, s dva prsta prema naprijed, a dva prema nazad. Međutim, nemaju ukočena repna pera koja djetlići koriste kad se penju po drveću. Zato vijoglavi češće od svojih srodnika sjede na grani nego na uspravnom deblu. Odlično su kamuflirani svojim prugastim perjem smeđe boje. Mužjak i ženka slično izgledaju. 
Kljunovi su im kraći i nisu poput dlijeta kao u pravih djetlića, i zato se uglavnom hrane mravima i drugim kukcima koje traže u trulom drvetu ili na zemlji. Radije koriste stare rupe djetlića nego što prave vlastite. Ženka nese šest do devet bijelih jaja, koja uglavnom ona inkubira sljedećih 12-14 dana.
Kada se ovu pticu uznemiri, ona izokreće svoju glavu i sikće na neprijatelja. Po tome je i dobila svoj hrvatski naziv, a nazivi u mnogim drugim jezicima se isto odnose na tu osobinu: "Wryneck" u Engleskom jeziku, "Wendehals" u Njemačkom jeziku, itd.  

## Rasprostranjenost
Nastanjuju sjever Euroazije, od Britanije do Japana. Zimuje u Africi i južnoj Aziji. Mogu živjeti u otvorenim šumama, voćnjacima, pošumljenim farmama i parkovima.